# 肯尼斯·R·沙德里克
肯尼斯··肯尼·沙德里克（英語：Kenneth R.Kenny Shadrick，1931年8月4日—1950年7月5日）是朝鲜战争期间阵亡的一名美国陆军士兵，许多新闻报导將他誤報為首位在这场战争中阵亡的美国军人。
沙德里克生于肯塔基州哈伦县，另有9个兄弟姐妹。1948年从高中辍学后，他加入美国陆军，先在日本服役1年，然后跟随第24步兵师第34步兵团一起在朝鲜战争爆发后赶赴朝鲜半岛。执行巡逻任务期间，沙德里克被朝鲜人民军T-34坦克上机枪射出的子弹打死，他的遗体被运抵前哨站，新闻工作者玛格丽特·希金斯当时正在这里报导战事发展。希金斯之后在报道中称，沙德里克是首位在这场战争中为国捐躯的美军士兵，美国各地的媒体也在报道中引述这一说法。他的生平因此得到广泛关注，葬礼也吸引了数以百计的人前来致敬。
之后的研究认为，沙德里克并不是第一个阵亡的美军士兵。但由于在他以前身亡的美国军人身份已无从考证，因此仍然有许多报道错误地称他是这场战争中牺牲的第一个美国军人。

## 早年经历和教育
肯尼斯··沙德里克于1931年8月4日在肯塔基州哈伦县出生，他的父亲叫西奥多·沙德里克（Theodore Shadrick），是煤矿工人，母亲叫露西尔·沙德里克（Lucille Shadrick），两人共有十个孩子，肯尼斯排行老三。肯尼斯年幼时，美国经济正受大萧条的重创，他和家人一起迁居西弗吉尼亚州怀俄明县，然后又因爸爸找工作的需要迁至32公里外的边远小镇斯金福克（Skin Fork）。据家人介绍，肯尼斯自小就是兴趣广泛的“热心读者”，西部片和杂志都是他的爱好。他还喜欢骑自行车，偶尔还会去打猎。
1947年，沙德里克进入派恩维尔高中（Pineville High School）就读，成绩在班上处于顶尖。1948年念高二时，他对美式足球产生兴趣，虽然年纪偏小，但仍得以进入校队。球队买不起制服，沙德里克的父亲给儿子五美元去买一件，但这件球服于这年10月在他的储物柜中被盗。这件事让沙德里克非常难过，他因此辍学，而且从那以后就再也没有回家。一个月后，他和朋友加入美国陆军。沙德里克的父亲之后称，儿子就是因为那件制服被盗而参军，还觉得自己间接导致儿子战死沙场。
1948年11月10日，沙德里克前往诺克斯堡接受基本战斗训练。虽然这时还只有17岁，但他说服父母签署相关文件，准许他入伍服役。沙德里克于1949年2月完成训练，然后前往日本加入第24步兵师第34步兵团，执行二战后对日本的占领任务。他和第24师在九州岛驻扎了一年。据沙德里克的家人称，他起初很喜欢在日本的生活，但到1950年6月时已经开始对这个国家产生厌倦，还在信中称自己感到抑郁。

## 军旅生涯
1950年6月25日晚，朝鲜人民军的10个师向大韩民国发起全面入侵。89000人的兵力分为6股向大韩民国国军发起突袭，令对方全线溃败。韩国陆军不但规模不及、组织混乱，而且普遍缺乏武器装备和对突如其来战争的准备。:1越过边境后，数量上占绝对优势的朝鲜军队稳步南下，38000名韩国前线军人无法组织起有效抵抗:2，大部分韩国军队面对侵略选择撤退，到6月28日时，朝鲜已攻占韩国首都汉城，迫使该国政府同支离破碎的兵力进一步南撤:2。
与此同时，联合国安全理事会经投票决定向韩国派出增援，美国总统哈里·S·杜鲁门下令地面部队进入朝鲜半岛参战:3。二战在5年前结束后，远东地区的美军就开始逐渐增多，沙德里克所在师又距战场最近。第24师由威廉·弗里希·迪安少将统领，受削减军费影响，军中大部分装备都很陈旧。但部队还是受命赶赴韩国，任务是迎接朝鲜军队的第一波攻势，直到第八集团军的其他部队抵达。:3
迪安的作战计划是采用道格拉斯C54空中霸王运输机将第24步兵师的一个营运抵韩国，阻止朝鲜人民军继续推进，同时，该师的其他部队则乘船前往。第21步兵团被视为第24师三个团中战斗准备最充分的一个，同时该团第一营营长查尔斯··史密斯中校也是该师作战经验最丰富的营长，则在二战瓜达尔卡纳尔岛战役期间率领另一个营作战，第一营因此入选搭军用运输机飞往前线。7月5日，史密斯特遣部队同朝鲜人民军在乌山交战，阻挡5000名朝鲜步兵前进达7小时后才战败撤退。共计540人的部队中有60人阵亡，21人受伤，82人被俘，伤亡非常惨重。由于撤退期间的混乱局势，许多尸体都未能带走，很多失踪人员的命运也持续数周无从知晓。:4
在此期间，第34步兵团在乌山以南16公里处，平泽市多个村庄和安城市之间设立防线，准备继续拖延朝鲜军队的推进:62。该团同韩国军队类似，对战斗缺乏准备，其中有过实战经验的军人也很少。沙德里克这时是第34团第1营M9A1火箭筒分队的一员。

## 阵亡

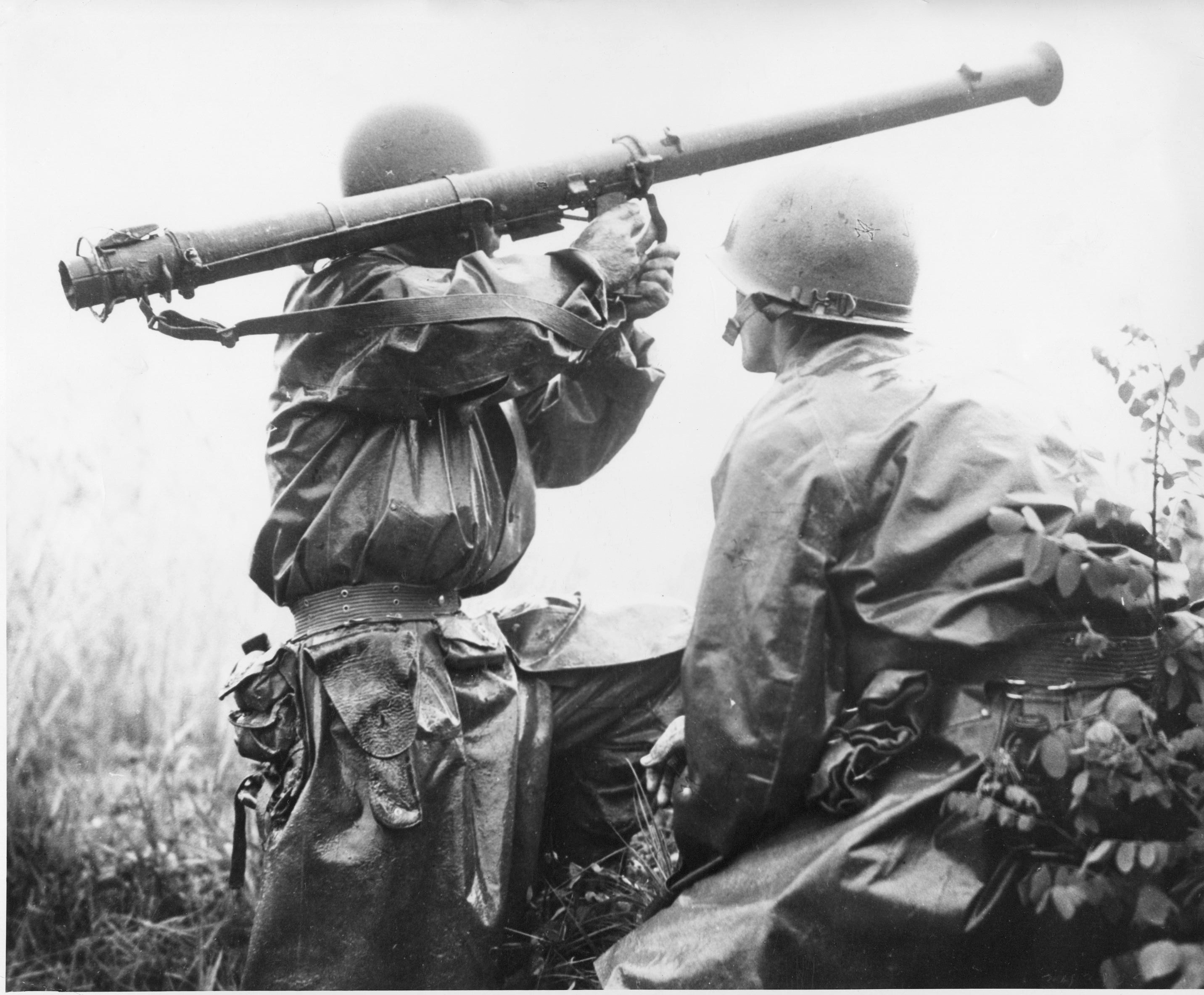
沙德里克（右）看向正发射火箭筒的战友，他此后不久便被敌军的机枪打死。

史密斯特遣部队开始从乌山战役撤退约90分钟后，第34团派沙德里克等人组成侦察小队北上前往乌山以南约8公里的一个小村庄侦察。小队由查尔斯·佩恩（Charles E. Payne）中尉带队，其中大部分都是火箭筒部队人员和步兵，行进至村里的一处墓地后停了下来:78，但在这里很快就被通往北面一条道路上的朝鲜T-34坦克发现。下午16点左右:79，沙德里克和其他火箭筒炮兵开始从远距离隐蔽阵地向坦克开火。美国陆军战斗摄影师查尔斯··特恩布尔（Charles R. Turnbull）上士也在现场。特恩布尔希望沙德里克可以协助他拍一张火箭筒开火的照片，卡准时机，让镜头拍到发射时的火焰:78，沙德里克于是按上士的要求开火后停下来，然后从隐蔽位置起身去看自己是否击中目标；-34坦克这时正好用机槍还击，两颗子弹打中位置暴露的沙德里克胸口和手臂，他只过了片刻就已阵亡。
虽然坦克尚未击毁，但佩恩的侦察队决定撤退，并带上沙德里克的尸体，这也是他们唯一的人员伤亡。侦察队返回平泽的第34步兵团指挥部向司令官乔治·巴特（George B. Barth）准将和哈罗德·艾尔斯（Harold B. Ayres）上校报告。《纽约先驱论坛报》（New York Herald Tribune）战地记者玛格丽特·希金斯也在场，她随后在报导沙德里克战死的消息时称他是第一个在朝鲜战争中阵亡的美国人。:78
沙德里克的家人从邻居那里得知儿子战死沙场的消息，邻居则是从电台广播中得知，军方的电报还要过几天才送达。沙德里克一家很快就对各地记者和故乡的好心人应接不瑕。沙德里克的遗体送回祖国，葬礼于1951年6月17日在西弗吉尼亚州罗利县县城贝克利（Beckley）举行，当地有数百位居民参加。葬礼是有意安排在朝鲜战争爆发周年纪念当天举行，沙德里克的棺木上有国旗覆盖，经马车拉过城市街道，最终下葬在贝克利的美国退伍军人协会墓园。

## 影响
希金斯对沙德里克战死的报导被广泛转载:270。《时代》杂志于1950年7月17日刊发沙德里克阵亡的消息，称他是第一个“经报道”在朝鲜半岛战死的美国人。《生活》在长达一年的时间里都报称沙德里克是首位在这场战争中阵亡的美军士兵，这一说法之后还经常被其它报道采纳:43，甚至2011年7月4日西弗吉尼亚州亨廷顿的地方报纸《先驱邮报》都还在引述。
美国退伍军人协会第133号分会在怀俄明县法院为沙德里克立碑，碑上刻有他的部队名称和死亡日期，还称他是“朝韩冲突的第一个阵亡人员”，碑上的结语写道：“他站在爱国者组成的绵绵战线最前线，他们敢于牺牲自己，让自由得以在他们的祝福下生存并茁壮成长。自由得以存活，他也像其他大多数谦卑的人那样虽死犹生”:49。该法院还竖立有其它多个纪念碑，纪念多位曾参军入伍的当地居民:41。
之后的多份出版物对沙德里克是否的确是首位在朝鲜战争中阵亡的美国军人提出质疑。有目击者称，乌山战役期间，第21步兵团的一名机枪手在上午8点30分左右阵亡，比沙德里克还要早8小时。这位军人遇难时，他的一位战友正用PPSh-41冲锋枪向另一辆-34坦克旁边的敌军开火，坦克当时已被击毁。但由于战斗期间的混乱局势，美军撤退时许多死者的遗体和伤者都未能带走，还有相当一部分军人被俘，导致首位阵亡美国军人的确切身份依然成謎。:270:69

## 奖励和勋章
沙德里克获得的奖励和勋章如下：
|  |  |  |  |
|  |  |  |  |
|  |  |  |  |
|  |  |  |  |
|  |  |  |  |

| 战斗步兵徽章         |              |                |                  |
| 紫心勋章             |              |                |                  |
| 國防部服役獎章       | 韓國服役獎章 | 联合国朝鲜奖章 | 朝鲜战争服役奖章 |
| 大韓民國總統部隊表彰 |              |                |                  |
| 第24步兵师袖肩章     |              |                |                  |